# Cucina cinese

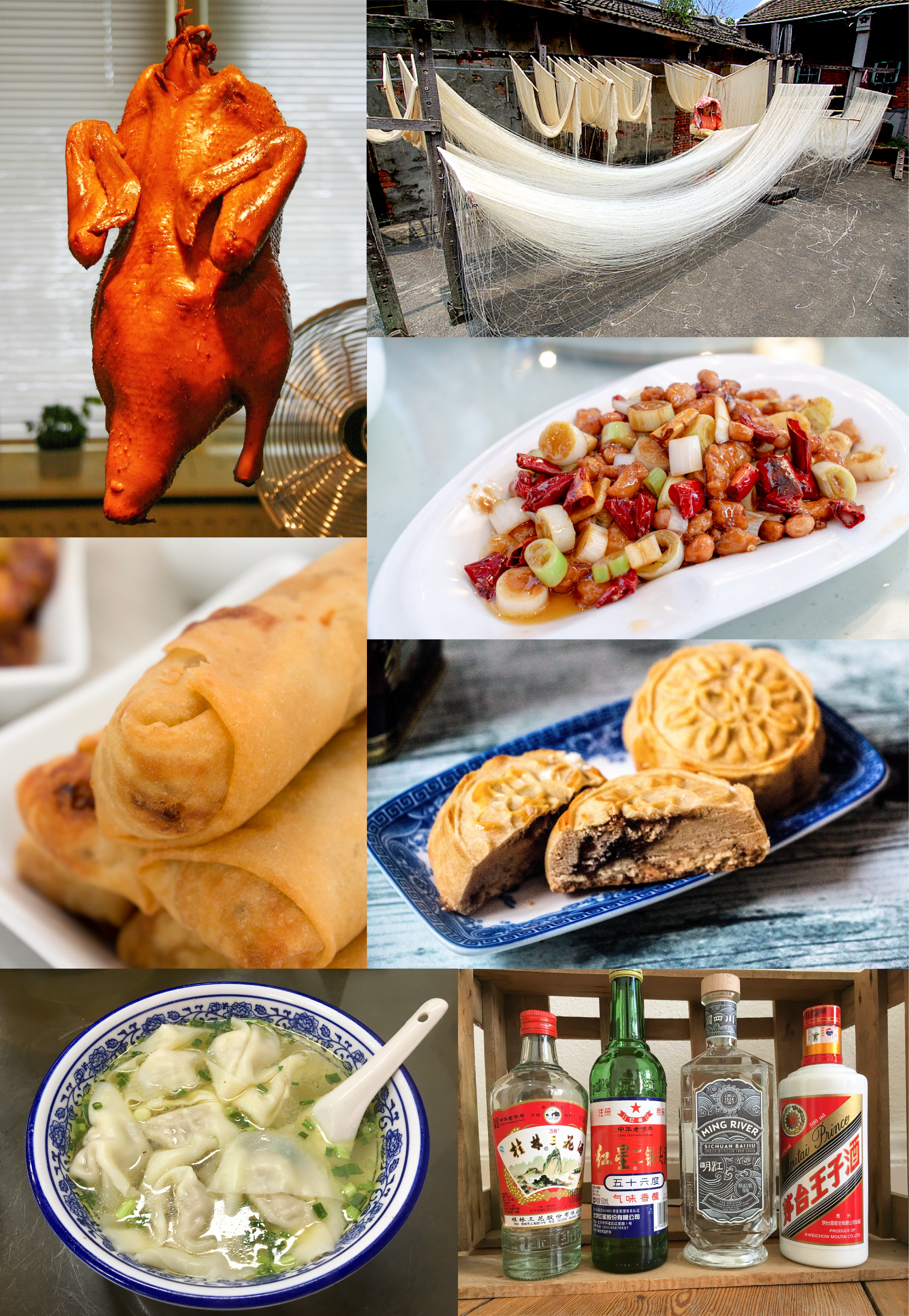
Un assortimento di cibo cinese. In senso orario, partendo dall'alto a sinistra: anatra alla pechinese, spaghetti cinesi, pollo kung pao, torte lunari, baijiu, zuppa di wonton, involtini primavera.

La cucina cinese  rappresenta la somma di cucine regionali anche molto diverse e si è evoluta anche in altre parti del mondo con caratteristiche diverse dall'Asia orientale al Nord America, dall'Australia all'Europa occidentale. Si possono distinguere otto cucine regionali: Anhui, Cantonese, Fujian, Hunan, Jiangsu, Shandong, Sichuan e Zhejiang.

## Storia

### Origini
Nel paleolitico, gli antenati dei cinesi, in particolare l'uomo di Pechino, in base agli scavi e ai resti nel complesso di grotte di Zhōukǒudiàn (周口店), si cibavano prevalentemente di piccoli animali come roditori, chirotteri, insettivori e invertebrati di vario tipo, ma non mancavano anche grandi animali come il mammut, cervidi, bufali, grandi carnivori e tanti altri.
In epoca preistorica si raccoglievano inoltre alimenti d'origine vegetale come prugne, castagne, giuggiole, pesche, cachi, noci, legumi, riso selvatico, semi di canapa, ciliegie ecc.
La Cina è uno di quei paesi dell'Asia dove si è sviluppata prima l'agricoltura. Intorno al 5400 a.C. s'iniziò la coltivazione del panìco (Setaria italica). Nella cultura neolitica di Yǎngsháo (仰韶文化) i cinesi consumavano prevalentemente il panico e altre varietà di cereali come il miglio (Panicum miliaceum) e i legumi al nord. Nella cultura di Dàwènkǒu (大汶口文化) venivano allevati capre, suini, pollame, ovini e bovini, l'allevamento degli ultimi quali fu introdotto dall'Indostan. Le loro carni venivano consumate solo in luogo di occasioni festive. Nel 4800 a.C., durante la cultura di Hémǔdù (河姆渡文化), nel basso Yangtze (扬子江), ha origine la coltura del riso inizialmente diffusa solo nella Cina meridionale. Seguirono più tardi il grano e l'orzo, originari dell'Asia occidentale, intorno alla metà del IV millennio a.C. introdotti da nord-ovest. Fin dall'inizio, nel territorio che poi divenne la Cina, si distinsero gli alimenti base fàn (飯T, 饭S) ossia i cereali, che compongono la maggior parte dell'alimentazione cinese, dagli alimenti cài (菜), questi complementari, costituiti da verdure, carni e legumi che accompagnavano gli alimenti fàn. Questa dicotomia persiste ancora oggi. Ciò è dovuto principalmente alla minima estensione delle terre arabili in Cina, sempre limitate in confronto alla popolazione da sfamare. Queste garantivano appena l'approvvigionamento umano con la conseguente scarsità di risorse alimentari per gli animali da allevamento. I più antichi resti di pasta, lavorata con farina di miglio, risalgono a 4000 anni fa e son stati ritrovati nel sito archeologico di Lǎjiā (喇家), nella provincia dello Qinghai, risalente alla cultura di Qíjiā (齊家文化).
I cinesi compensavano il basso consumo di carne con legumi, panico e miglio, ricchi di acidi grassi e proteine, oltre che di carboidrati. Infatti, a differenza della cucina occidentale che usa grassi animali come il burro, ancora oggi i cinesi si servono di olii di semi, come ad esempio olio di semi di soia, di arachidi, di mais ecc. Già in quel periodo vigeva il famoso proverbio cinese, proveniente dall'antico classico di medicina Huángdì Nèijīng (黃帝內經T, 黄帝内经S) ripetuto fino a oggi: "I cinque cerali servono da nutrimento, i cinque frutti aumentano il nutrimento, i cinque animali domestici aggiungono benefici nutritivi, le cinque verdure completano il nutrimento". Questa massima riflette la composizione della dieta cinese di allora e di oggi, che vede come alimenti base, i fàn, i cereali e tutti gli altri invece come cài, che svolgono la funzione di complementi nutrizionali al pasto. I cinque o sei cereali sono il miglio (黍, shǔ), detto anche riso giallo o miglio glutinoso, il panìco (稷, jì), grano e orzo (麥T, 麦S, màiP), i legumi (豆, dòu), la canapa (麻, má) Cannabis sativa prima l'alimento principale dei contadini nei tempi antichi, e il riso (稻, dào). I primi due erano gli alimenti più consumanti nel nord della Cina (il grano era riservato alle classi più abbienti fino alla fine dei Zhōu), mentre il riso era di gran lunga più consumato al sud fino agli Hàn.
I cinque o sei animali addomesticati (畜, chù) erano i bovini, gli ovini e suini, gli equini, il pollame e il cane. I primi tre erano detti shēng (牲), ossia gli animali preferiti nei sacrifici. L'alimento d'origine animale più consumato in quel periodo erano comunque le uova: infatti i cinesi furono i primi a inventare le incubatrici, le celle d'allevamento e altri strumenti per l'allevamento del pollame. Altri alimenti diffusi d'origine animale erano gli ovini e i suini, mentre la carne bovina rimaneva un privilegio per pochi. Cavalli e bovini venivano impiegati perlopiù nel lavoro nei campi.
I testi anteriori ai Qín menzionano più frequentemente tra la frutta pesche, albicocche, prugne, prugne acide (酸梅, suānméi),, giuggiole, more, biancospini, cachi, meloni, noci e nocciole.
Le verdure più consumate erano cavoli, cipolla, aglio cinese, varie cucurbitacee, senape bruna, taro, piselli, melanzane, rapa e ravanello.
La prima attestazione della soia in Cina risale ai Zhōu occidentali, ma s'affermò tra i ceti superiori solo quando s'iniziò a fermentarla. La soia, in tutte le sue forme e preparazioni, è da sempre un'importante fonte di proteine per i cinesi.
Le verdure venivano consumate crude, cotte o anche fermentate, ottenendo bevande. Agli alimenti venivano già applicate tecniche di conservazione come il sottaceto, la salatura, l'essiccazione e tecniche di cottura come l'arrostimento, la brasatura, la frittura, la bollitura e lo spiedo.
Le bacchette per il cibo (筷子, kuàizi) comparvero sotto gli Shāng; precedentemente i cinesi mangiavano con le mani.

## Alimenti base
Gli alimenti base della cucina cinese sono il riso, la soia, i preparati cerealicoli (farine, paste, involti, ecc.) e, a seconda della regione, l'accostamento tra verdure e carne/pesce. La Cina è da sempre un paese dedito al consumo (ed al commercio) delle spezie, oltre ad essere il paese ove ebbe origine la "cultura del tè", la bevanda sinica per eccellenza.

### Riso

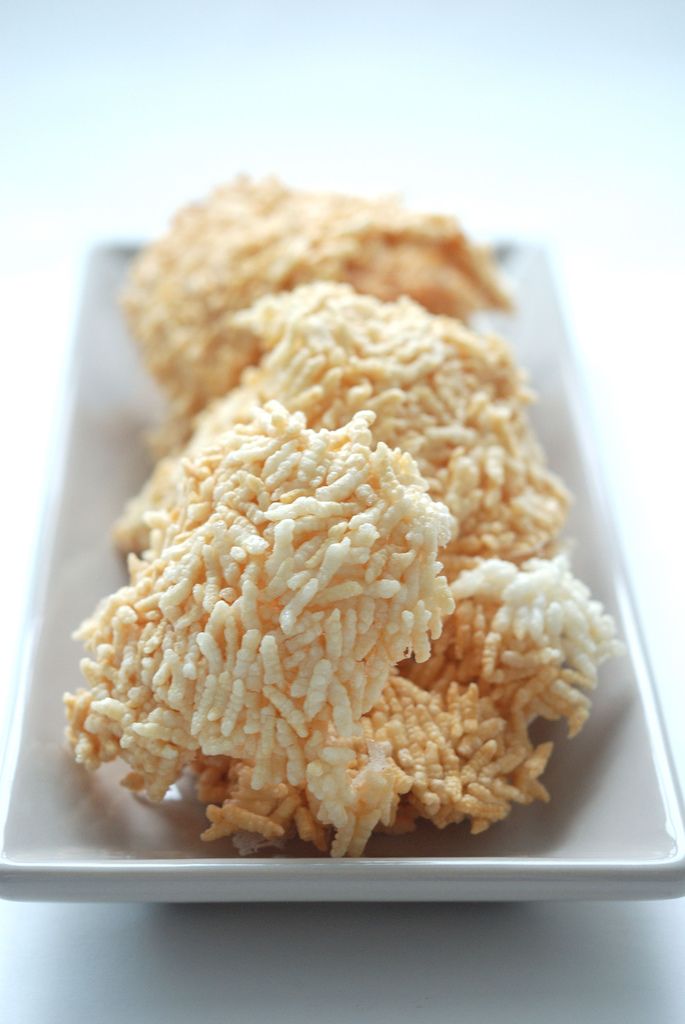
Riso sfrigolante 'guōbā

Il riso (dào, 稻 o mǐ, 米) è consumato in tutto il paese ma è coltivato maggiormente a sud dello Yangtze. Può essere mangiato direttamente in chicchi o macinato ottenendo farine per realizzare diversi alimenti come pasta e ravioli, vino, aceto, dolci vari tra cui torte. Esistono diverse varietà di riso, che differiscono tra loro per colore, consistenza, odore, gusto, dimensioni del chicco e lavorazione. Si distingue in riso glutinoso e non glutinoso.
Il riso è integrale, indipendentemente che si tratti di riso glutinoso o meno, se è stato sbramato e rimangono ancora i resti sottostanti della lolla. Ha quindi tempi di cottura maggiori rispetto al riso bianco. A seconda del colore dei resti della lolla, può essere, tra le altre, di due varietà: rosso o nero. Entrambi vengono molto apprezzati fermentati per fare bevande alcoliche e, per quanto riguarda il riso rosso, anche per la cagliata rossa di soia fermentata (紅腐乳T, 红腐乳S, hóngfǔrǔP).
Riso non glutinoso
Il riso non glutinoso (饭, fàn in senso stretto) è il riso maggiormente consumato dai cinesi, solitamente bollito in acqua senza sale. In linea di massima, i cinesi preferiscono il loro riso sbramato, bianco e a chicco lungo in modo da rendere "arioso" e asciutto il piatto. Nelle regioni orientali e a Taiwan si preferisce un riso un po' più vischioso e a chicco medio.
Può essere fritto insieme con carne e verdure; i vari piatti cinesi di riso fritto (in realtà fritto al salto) prendono il nome collettivo di chao fan, tra i quali vi è il popolare riso cantonese. Particolare è la cottura del cosiddetto "riso sfrigolante" (鍋巴T, 锅巴S, guōbāP), usato per preparare torte e zuppe. Consiste nel cuocerlo completamente, fino a quando diventa di colore giallo-bruno, quasi bruciato, viene poi essiccato e infine fritto per renderlo croccante.
Riso glutinoso

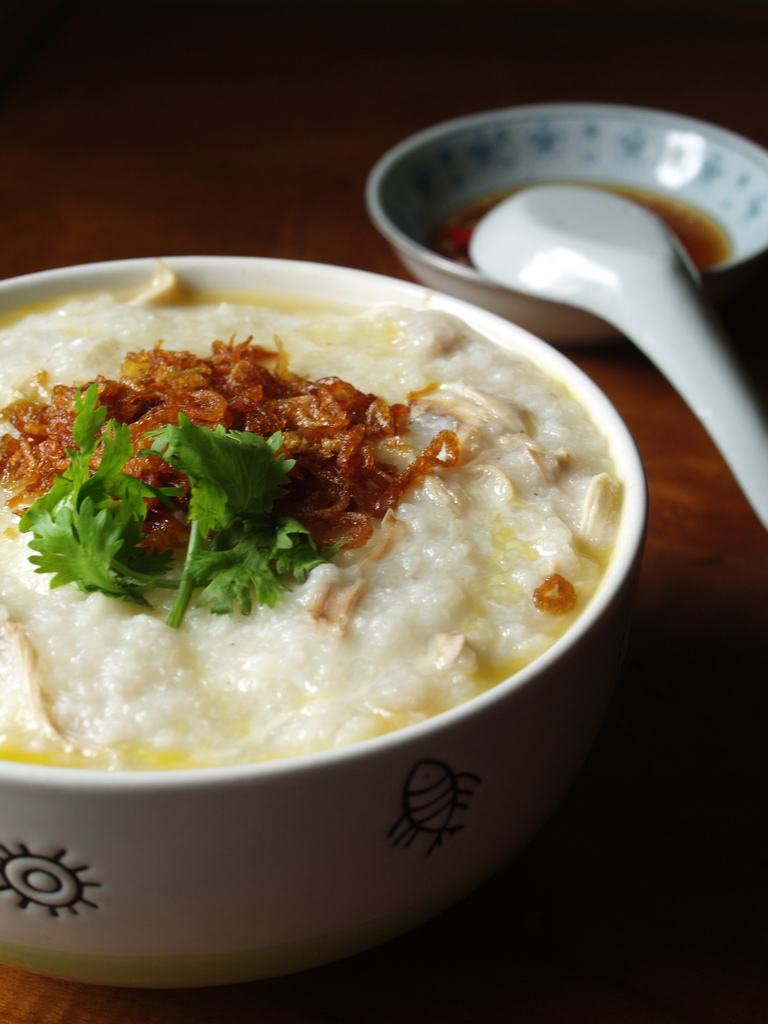
Congee di riso condito con pollo, uova, scalogno fritto e coriandolo

La farina di riso glutinoso è impiegata per fare la pasta, dolci, torte, vino di riso ecc. L'acqua rimasta dalla bollitura può essere bevuta per alleviare la sete. Il riso glutinoso, che deve il suo nome al fatto di rimanere colloso dopo la cottura, è la varietà che contiene più amido e con chicco di dimensioni maggiori. Viene usato nella preparazione del congee (粥, zhōu), una varietà di porridge consumato a colazione, a cena e da persone anziane o con problemi di salute. Gli ingredienti che insaporiscono il congee variano enormemente a seconda della regione: nella cucina cantonese tra i vari condimenti vi sono aglio, cipolla, arachidi, uova, prodotti marini, a volte pollo.
Il riso glutinoso, in chicchi interi o come farina, è usato anche nei dolci festivi (per questo anche detto "riso dolce"), come ad esempio nella specialità di Capodanno del bābǎofàn (八寶飯T, 八宝饭S, lett. "dolce di riso degli otto gioielli"), decorato con semi, frutta secca, candita, miele e servito con uno sciroppo dolce. Viene inoltre usato anche come ripieno, ad esempio nel pollo, combinato con carne suina e prugne secche, queste cotte al vapore in foglie di bambù. Il riso può essere consumato anche sotto forma di palle impastate con carne, nel Guangdong con il pollo e nello Hubei con maiale.

### Soia

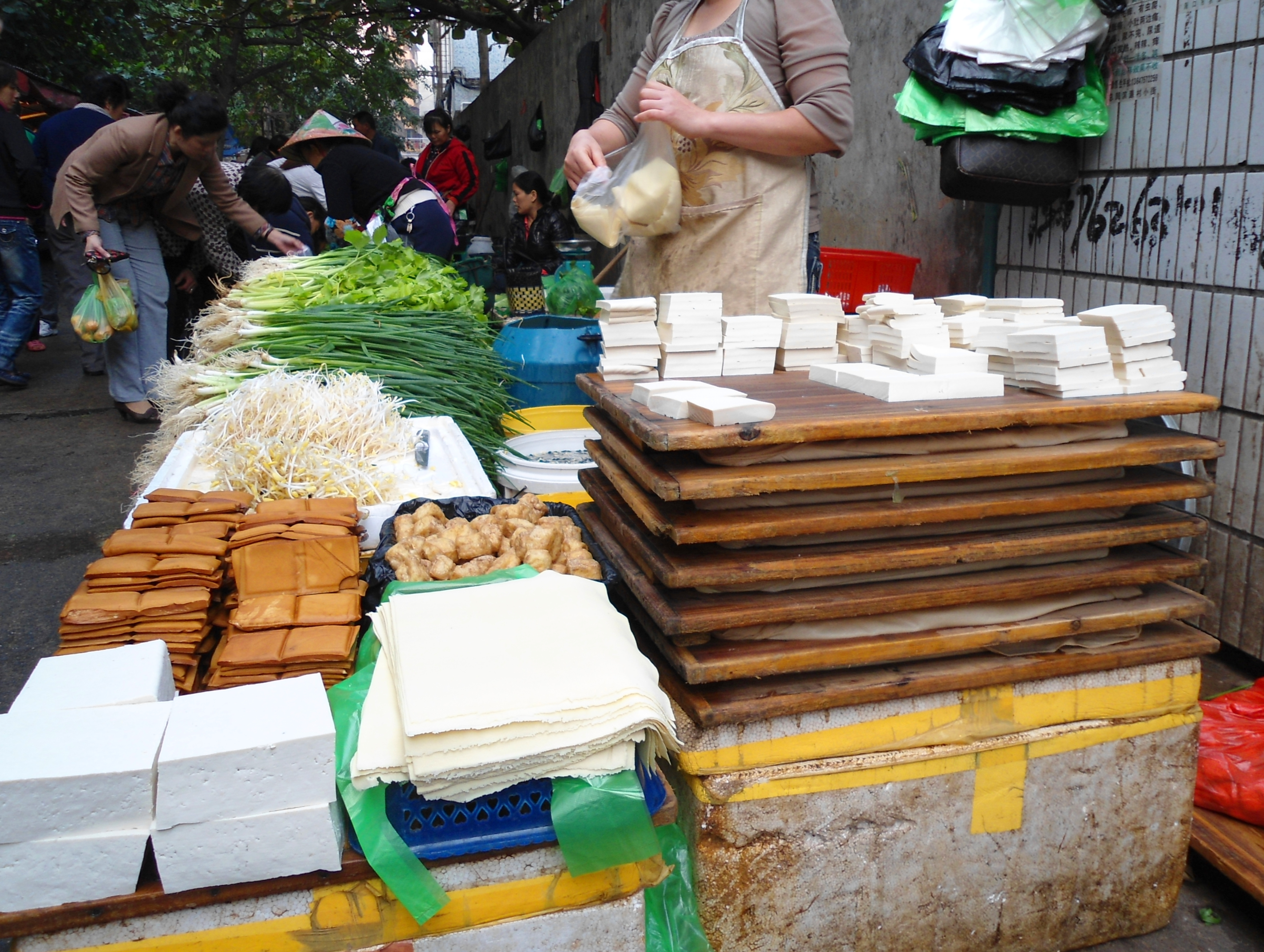
Diversi tipi di prodotti a base di soia vengono venduti nel mercato di un agricoltore a Haikou, in Cina.

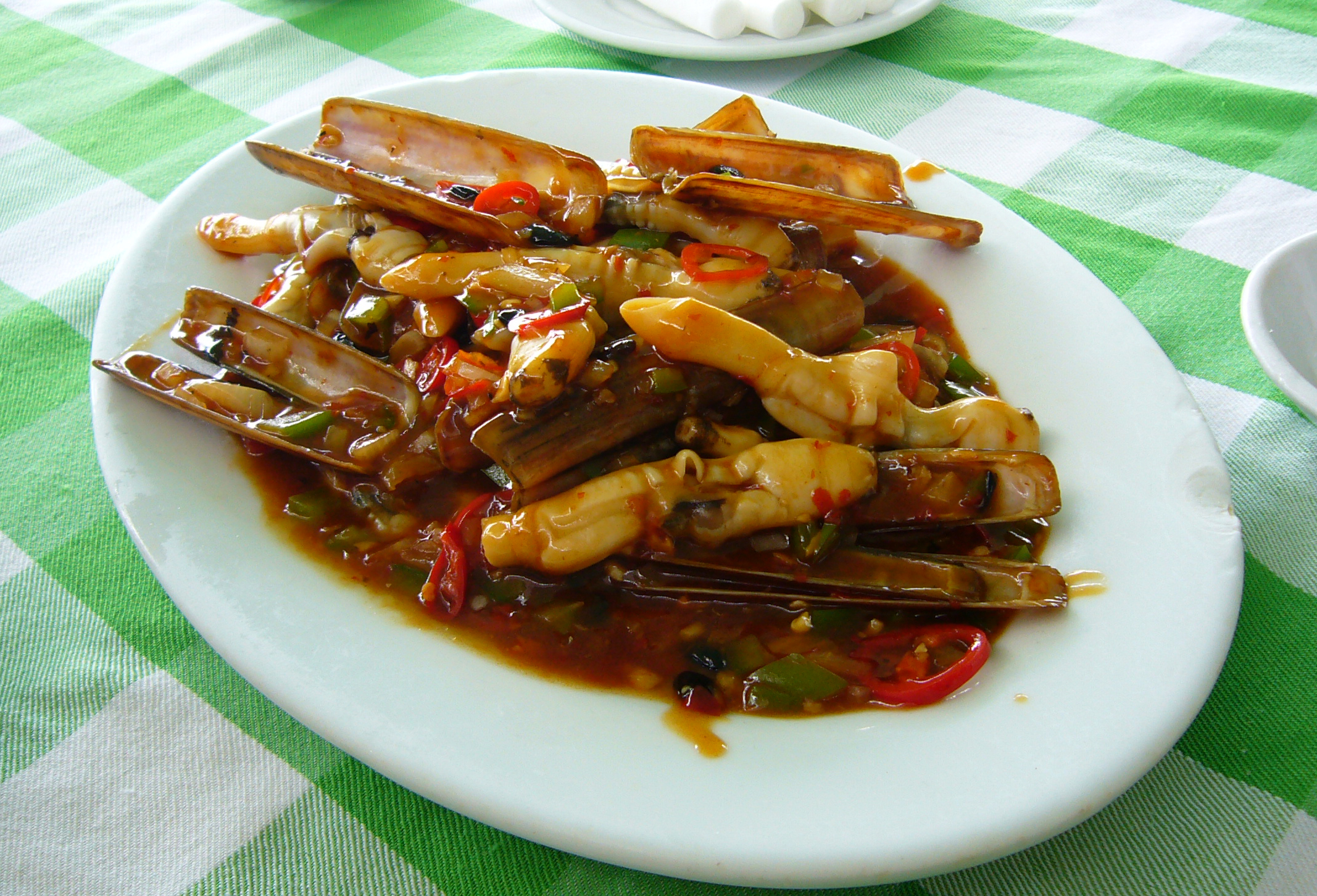
Cannolicchi in padella con douchi (soia nera fermentata) in stile Jiaodong.

Il tofu è composto da semi di soia ed è un altro prodotto alimentare popolare che fornisce proteine. Il processo di produzione del tofu varia da regione a regione, dando origine a diversi tipi di tofu con una vasta gamma di consistenza e gusto. Anche altri prodotti come latte di soia, pasta di soia, olio di soia e salsa di soia fermentata sono importanti nella cucina cinese.
Esistono molti tipi di prodotti a base di soia, tra cui lo yuba, tofu affumicato, tofu essiccato e tofu fritto.
Il tofu puzzolente è tofu fermentato. Come il gorgonzola o il durian, ha un odore molto distinto, potente e forte ed è un gusto acquisito. Il tofu puzzolente è spesso fritto e abbinato a salsa di soia o spezie salate. Il tofu morbido e puzzolente viene solitamente utilizzato come crema da spalmare sui panini al vapore.
Il doufuru è un altro tipo di tofu fermentato dal sapore salato che può essere messo in salamoia con fagioli di soia, vino di riso rosso o peperoncino per creare colori e sapori diversi. Il doufuru ha la consistenza del formaggio a pasta molle leggermente morbido e un sapore simile alla pasta di miso giapponese, ma meno salato. Può essere usato come crema spalmabile su panini al vapore o abbinato a congee di riso.

### Cereali diversi dal riso

#### Grano

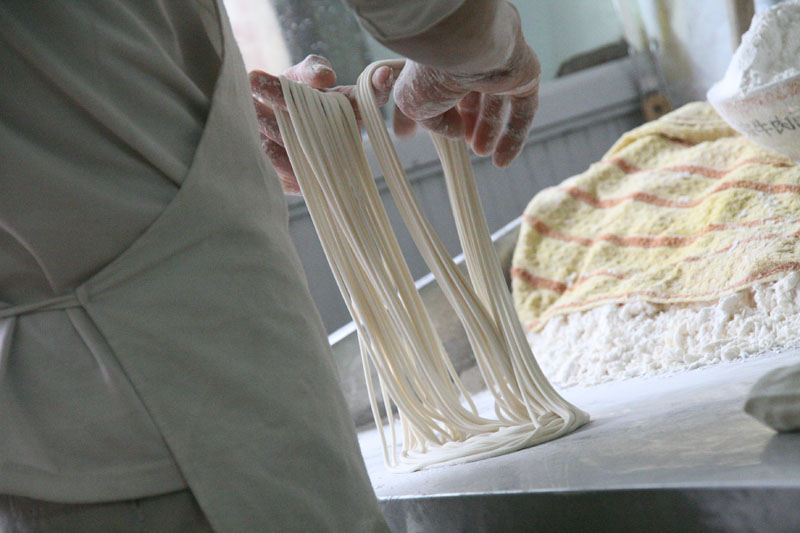
Lāmiàn fatti a mano in un ristorante

Il grano (小麥T, 小麦S, xiǎomàiP),  è consumato solitamente macinato in farina, più raramente come chicchi interi. È più comune nei piatti del nord della Cina, dove viene spesso preferito al riso. La sua farina è usata per produrre pane, frittelle, pasta, dolci e torte. La pasta cinese è di norma fatta con farina di grano duro che, grazie all'alto contenuto di glutine, le conferisce elasticità e sodezza, facilitandone la lavorazione, alle quali contribuiscono anche i sali aggiunti all'impasto. In quest'ultimo possono essere mescolati altri ingredienti crudi come uova, gamberi secchi in polvere, verdure, sali alcalini (come carbonato di sodio e di potassio) che ne determinano il colore. La pasta può essere lavorata a mano, schiacciando, sbattendo, tirando, tagliando e rotolando l'impasto, o estrusa a macchina. I lāmiàn (拉麵T, 拉面S) sono ancor oggi preparati a mano nei ristoranti, sovrapponendo e tirando ripetutamente l'impasto Tuttavia la pasta per la grande distribuzione è fabbricata a macchina. La pasta può assumere tantissime forme: lunga o corta, spessa o fine, piatta, tonda ecc. sotto forma di spaghetti, tagliatelle, involtini, sfoglie, ravioli. Può essere cotta al forno, al vapore fritta o bollita. La pasta lunga è solitamente servita nella zuppa o fritta al salto come ad esempio i chow mein, noodle originari della cucina cantonese.

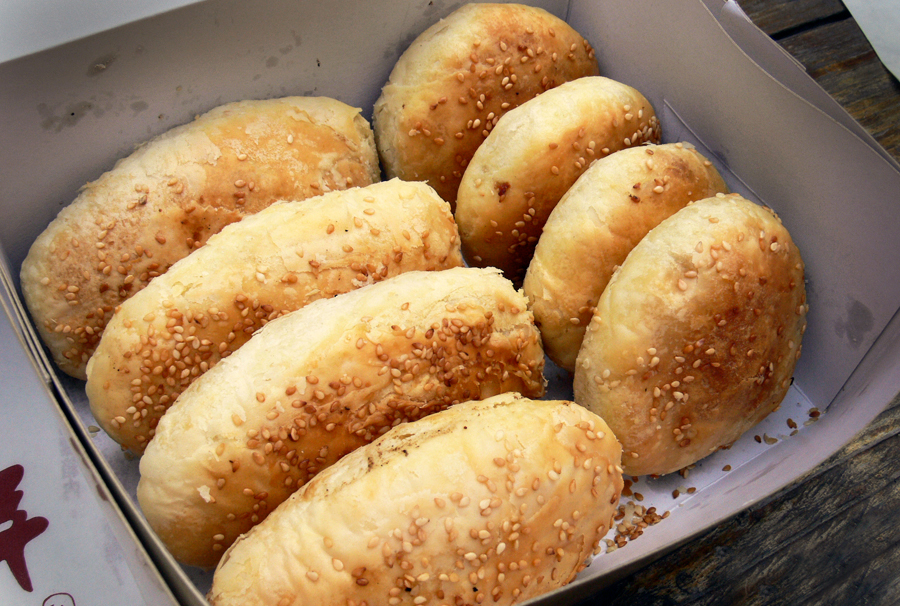
Shāobǐng ricoperti di semi di sesamo. Le pagnotte tonde a destra sono ripiene di zucchero mentre quelle a sinistra sono salate.

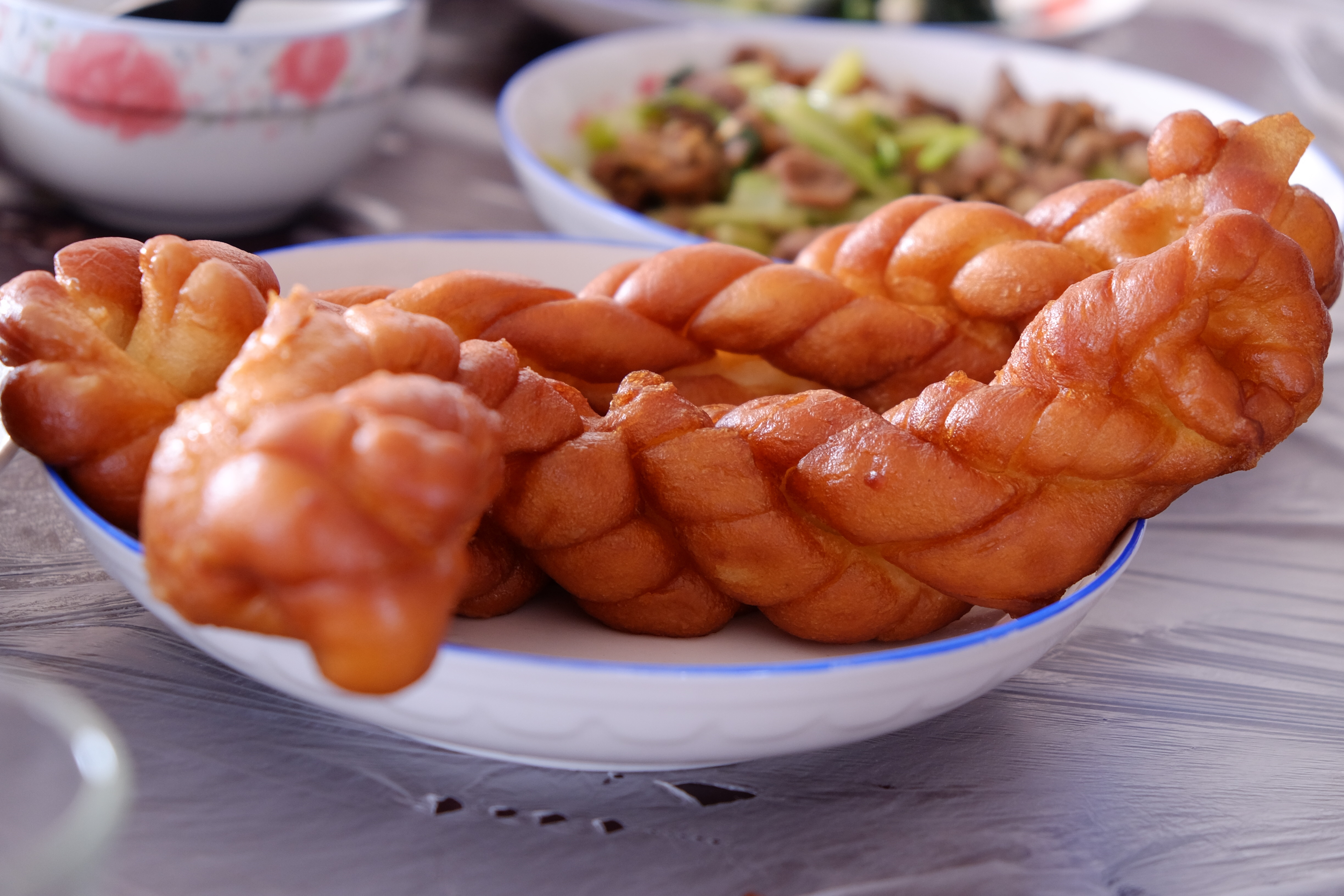
Máhuā preparati a Changling, Songyuan nella provincia del Jilin

La farina di frumento è utilizzabile anche per fare pane, frittelle e torte. Ne è esempio il bǐng (餅T, 饼S), impasto antichissimo oggi con numerose varianti, sia salate che dolci. Può essere bollito, cotto in padella, al vapore, su una piastra o al forno. Il pane cotto a vapore, di forma tonda o arrotolata, lavorato preferibilmente con farina di grano duro, può essere col ripieno (bāozi, 包子) o senza ripieno (mantou, 饅頭T, 馒头S). Il ripieno dei bāozi può essere a base di carne, verdure, pasta di fagioli rossi o di semi di loto. Gli impasti fritti in olio abbondante sono gli yóutiáo (油條T, 油条S), gli yóubǐng (油餅T, 油饼S) e i máhuā (麻花). Similmente alla pasta, oltre a essere preparati con farina di grano e acqua, in questa vengono sciolti particolari sali alcalini come allume e carbonato di sodio, oltre che cloruro di sodio. Questi sali conferiscono all'impasto resistenza al gas caldo, lo gonfiano e lo rendono crespo a seguito della frittura. I máhuā si differenziano dagli altri due per la presenza di lievito naturale al posto del cloruro di sodio. Tali impasti vengono consumati a colazione o a merenda.

#### Orzo
Esistono due tipi di orzo coltivato in Cina: l'orzo decorticato, che viene coltivato nelle regioni a bassa quota, e l'orzo nudo, coltivato nell'altopiano dello Qingyang. L'orzo viene comunemente usato sia per l'alimentazione che per la produzione di malto, a seconda della regione.

#### Miglio
Entrambe le specie più comuni di miglio (il panico, Setaria italica e il miglio comune, Panicum miliaceum) esistono nelle varietà glutinose e non glutinose. Sono meno consumati di cereali come il grano e il riso e sono cibo per poveri. Sono più consumati al nord che al sud.

#### Sorgo
Il sorgo (高粱, gāoliáng) viene usato oggi principalmente per preparare bevande alcoliche come il máotái (茅臺酒T, 茅台酒S, máotái jiǔP), il báijiǔ (白酒) e il fénjiǔ (汾酒).

#### Mais
Rispetto al passato il consumo di mais è calato drasticamente, in quanto considerato un alimento povero, cosicché oggi viene principalmente usato per il foraggio. In cucina viene ampiamente utilizzato l'amido di mais per addensare minestre e salse, o per conferire corposità a diversi ingredienti prima di essere saltati.

### Verdure
Alcune uniche verdure utilizzate nella cucina cinese includono mais, bok choy, taccole, melanzane e broccoli cinesi. Altre verdure tra cui germogli di soia, punte di vite di pisello, crescione, radici di loto, castagne d'acqua e germogli di bambù sono inoltre usate in diverse cucine della Cina.

### Alghe
Per quanto in misura minore che nella cucina giapponese, anche nella cucina cinese vengono utilizzate le alghe. Spesso prima dell'utilizzo queste vengono essiccate e/o aromatizzate, ad esempio con aglio. Possono poi essere usate sia da sole, come aperitivo, sia per accompagnare vari piatti o per comporre insalate.

### Frutta
In tutta la Cina è diffusa la coltivazione di prugne, pere cinesi, ciliegie cinesi, albicocche, mume e cachi.
Tra la frutta esotica è possibile trovare il lychee, il longan, guava, mango, melograno, loquat, durian e frutto del drago.

### Carne
Sono molto diffuse la carne di manzo, la carne di maiale di pollo, cucinate con svariati ingredienti, quali verdure, salsa di soia e molte spezie.

### Pesce
Una specialità di insalata di pesce crudo è costituita dallo Yusheng, tipico, in particolare, della città di Chaozhou, nel Guangdong.

### Spezie e condimenti

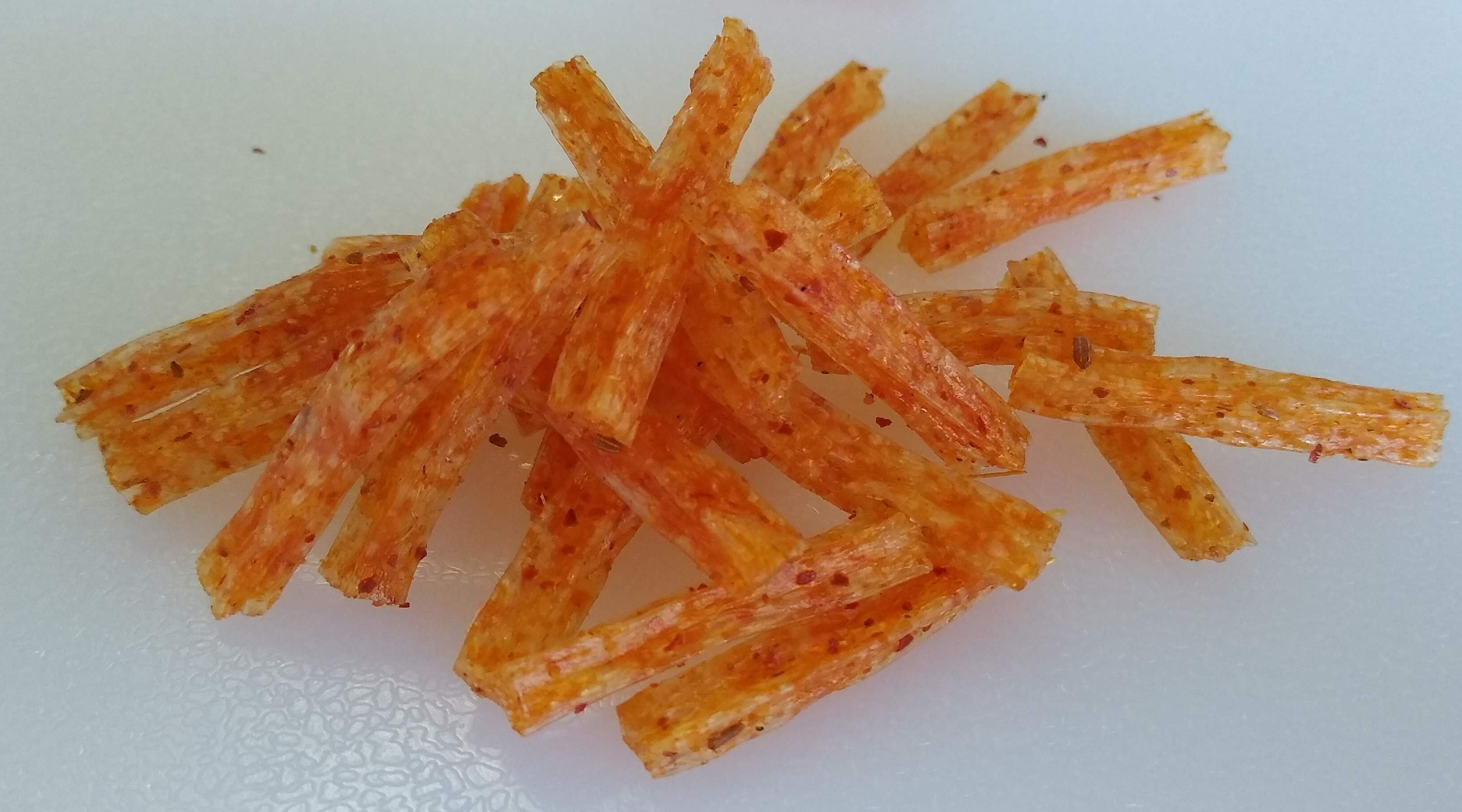
Il latiao, uno snack cinese noto per la sue speziatura piccante.

Nella cucina cinese è importante l'equilibrio, e quindi l'armonia, tra i "cinque sapori". L'appartenenza o meno di un alimento a uno di questi cinque gusti può variare a seconda della regione. Essi sono il salato, l'aspro, il pungente, l'amaro e il dolce. Il salato è quello più importante, ben esaltando il gusto d'ogni pietanza. Tutte le salse rientrano sotto questo gusto. Col succedersi delle portate, la quantità di sale diminuisce gradatamente.
Condimenti aspri vengono serviti in piatti a base di carne e pesce al fine di annullare i loro gusti sgradevoli. Esempi di condimenti aspri sono l'aceto (醋, cù) e il limone. Nella Cina del nord si preferisce l'aceto dello Shanxi, mentre nel sud è preferito l'aceto prodotto a Zhenjiang.
Il piccante è in grado di abbattere aromi indesiderati ed esalta i sapori della carne e nel pesce. Pungenti sono molte spezie come lo zenzero, il pepe (sia nero, bianco e del Sichuan) e il peperoncino ma anche l'aglio, lo scalogno, l'anice, il finocchio.
Condimenti dolci, come le bucce di agrumi, mandorle e chiodi di garofano possono eliminare gusti e olezzi sgradevoli dalla carne e dal pesce e destarne il buon sapore. Altri amari sono la zucca amara e le bevande alcoliche.
Il dolce, principalmente dato dallo zucchero e frutta, attenua e armonizza gli altri gusti. I cibi esclusivamente dolci non appaiono che alla fine dei banchetti o dei pranzi di festa
A questi s'aggiunge, anch'esso importante, l'umami (dal giapponese うま味, in cinese 鮮味T, 鲜味S, xiānwèiP, lett. "essenza fresca"). A questo sapore appartengono gli alimenti con glutammato monosodico come le salse di pesce, funghi, cibo sott'aceto, carne e pesce. Il sapore umami viene esaltato estraendo dal cibo il brodo. La zuppa così ottenuta può essere usata per insaporire altre pietanze come la pinna di squalo, il cetriolo di mare, i nidi di rondine e il tofu.
Le paste e le salse di legumi sono un importante accompagnamento nei pasti dei cinesi.
È importante che ogni piatto abbia il suo proprio gusto diverso dagli altri e che venga da essi equilibrato.

### Bevande
La bevanda più diffusa è il tè, consumato per le sue virtù digestive e decongestionanti. La birra e l'alcol di riso sono piuttosto bevande per le feste, riservate ai grandi eventi. In generale in un pasto ordinario a casa propria non è prevista alcuna bevanda e ci si disseta con una zuppa o una pappa. Noto anche il Baijiu.

## Tecniche culinarie e di cottura
La cucina cinese si avvale di diverse tecniche di cottura, quali la frittura al salto, la cottura al vapore, brasatura e bollitura. Generalmente gli strumenti adoperati sono il wok, una padella antiaderente dove vengono saltati o fritti diversi ingredienti con l'uso di un mestolo, la vaporiera utile per la cottura al vapore, e diverse mannaie utilizzate per tritare finemente gli ingredienti.

## Cucine regionali

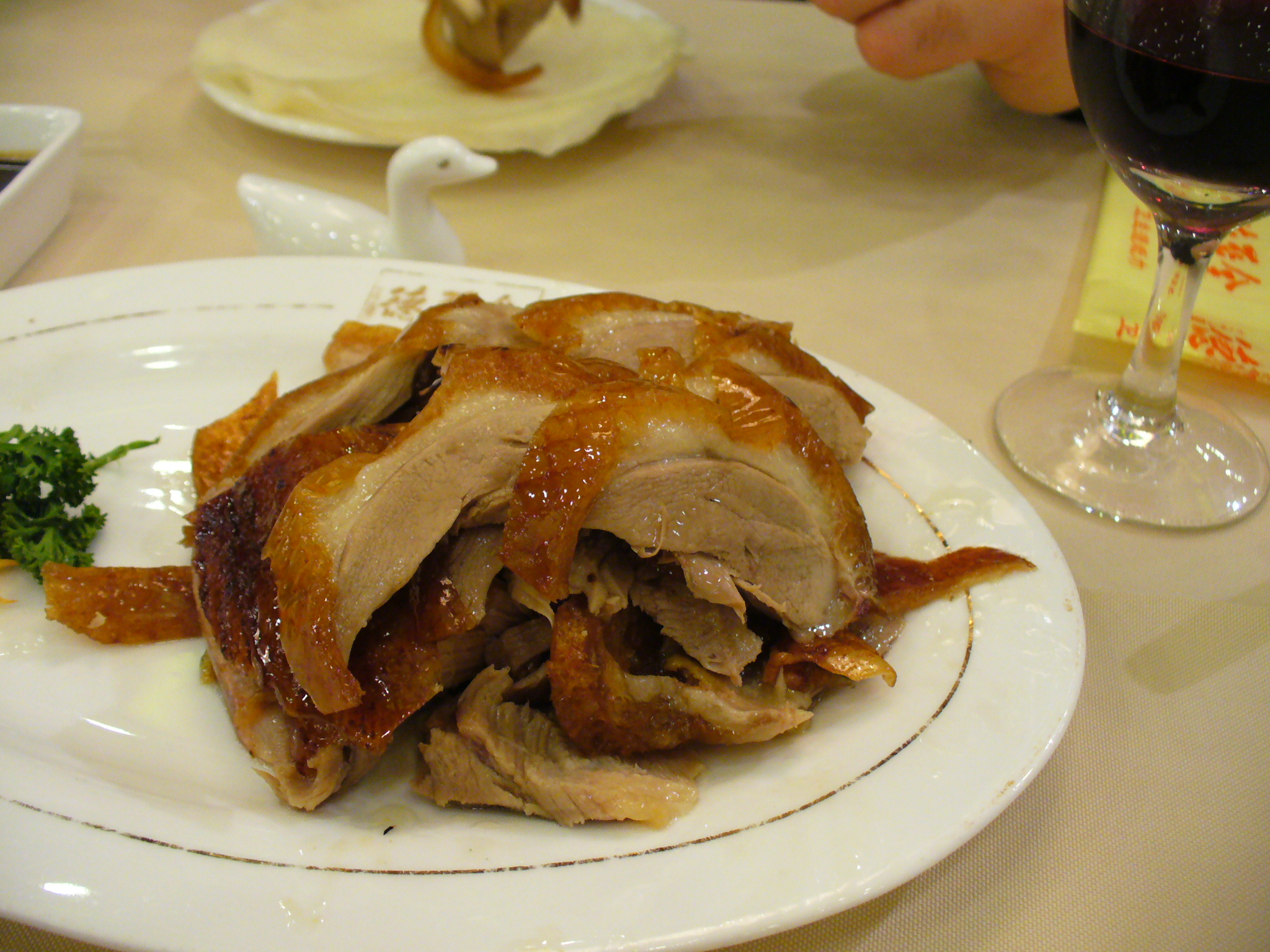
Esempio di anatra laccata alla pechinese a fette

Poco tempo dopo l'espansione dell'Impero Cinese durante la dinastia Qin e la dinastia Han, scrittori cinesi annotano la grande differenza di pratiche culinarie fra persone provenienti da differenti parti dell'impero. Queste differenze, dovute alla grossa estensione, alle variazioni di clima e alla disponibilità di risorse di cibo in Cina, possono essere molto numerose in realtà, ma sono state anticamente classificate in liste di cucina cinese, le cui quattro più conosciute sono:
- La cucina del Nord e del Sud, antica distinzione, è una di quelle più utilizzate anche oggi, anche se la cultura del cibo nella Cina del Nord e nella Cina del Sud si è ovviamente molto evoluta rispetto a quanto venne fatta la prima distinzione.
- Le "Quattro scuole", ovvero Lu, Chuan, Yang e Yue. Spesso tradotte come le cucine di Shandong, Sichuan, Jiangsu e Guangdong. Questa distinzione, in uso durante la dinastia Ming, in effetti comprende molte più zone rispetto alle attuali provincie. Le "Quattro scuole" sono la classificazione tradizionale della cucina cinese, e sulla loro base si sono sviluppate le "otto scuole" e le "dieci scuole".
- Le "Otto scuole", che aggiungono alle quattro sopra citate le cucine delle province di Hunan, Fujian, Anhui e Zhejiang.
- Le "Dieci scuole", che aggiungono alle otto sopra citate le cucine di Pechino e di Shanghai.

### Elenco delle cucine regionali cinesi

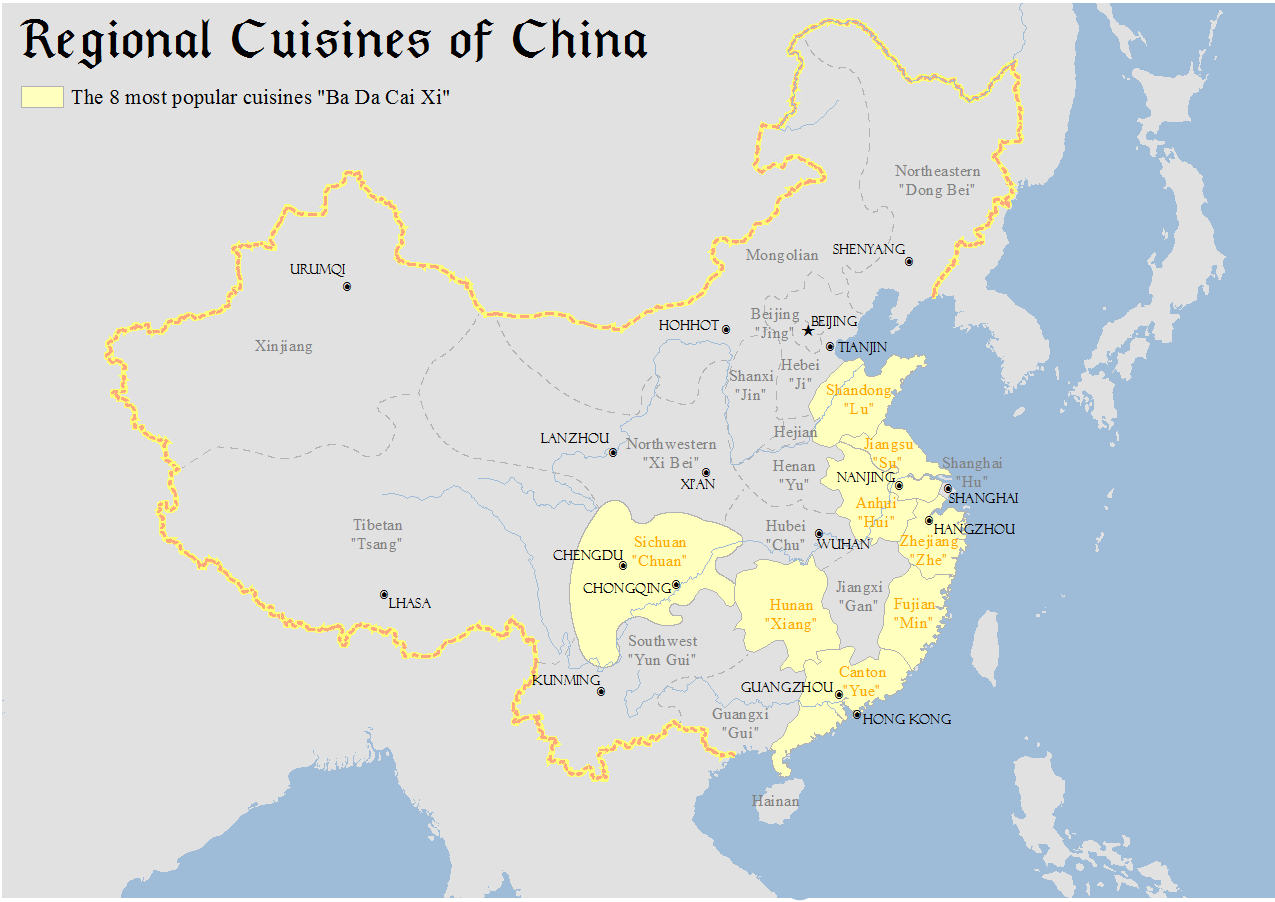
Diffusione delle cucine regionali cinesi

- Cucina cantonese
- Cucina del Fujian
- Cucina hakka
- Cucina dello Henan
- Cucina di Hong Kong
- Cucina huaiyang
- Cucina dello Hunan
- cucina dello Jiangsu
- Cucina pechinese
- Cucina dello Shandong
- Cucina di Shanghai
- Cucina del Sichuan
- Cucina sino-islamica
- Cucina teochew
- Cucina di Tianjin

## Etichetta
I cinesi condividono i piatti che spesso sono messi in comune. I cinesi mangiano con l'aiuto di bacchette o di cucchiai di legno, più raramente di porcellana. La tavola, caratterizzata da un aspetto sociale, è rotonda, talvolta con al centro un disco girevole su cui si trovano i piatti in comune; nessun coltello è presente a tavola. Tutti gli alimenti sono tagliati in cucina, a eccezione dei frutti di mare che talvolta sono serviti non sgusciati. L'ospite deve essere pieno di premure per l'invitato, di cui riempie la ciotola, la tazza e il bicchiere, affinché siano sempre pieni. Lasciare la propria ciotola vuota sarebbe il segno che non si è mangiato a sazietà: quantità straordinarie di cibi sono così lasciate nei piatti, i cui fondi sono sistematicamente riciclati in tritatori, finendo per diventare cibo per i maiali o compost. È abituale chiedere di portar via i piatti restanti in scatole di plastica. Molto spesso è anche possibile ordinare i piatti a casa propria senza spese di consegna.

## Il cibo nella cultura cinese

### Religione
Nella religione popolare cinese, la venerazione degli antenati avviene offrendo loro del cibo e le feste cinesi prevedono il consumo e la preparazione di cibi specifici che hanno significati simbolici a essi associati. Le religioni specifiche in Cina hanno le loro cucine come la dieta taoista, la cucina buddista e la cucina sino-islamica. Gli ebrei del Kaifeng nella provincia di Henan una volta avevano la loro cucina ebraica cinese. La comunità ebraica si è estinta nell'era moderna e non si sa molto sui dettagli della sua cucina, ma ha influenzato gli alimenti consumati in quella regione e alcuni dei suoi piatti permangono tutt'oggi.

### Medicina tradizionale cinese
La cucina cinese è legata alla filosofia e alla medicina. Essa distingue legumi cucinati e per estensione tutto ciò che accompagna i cereali, il fan. Gli alimenti yin, femminili, umidi e teneri dunque rinfrescanti, sono i legumi e i frutti. Gli alimenti yang, maschili, fritti, speziati o a base di carne hanno un effetto riscaldante. Dunque un pasto deve non soltanto armonizzare i gusti, ma anche trovare un equilibrio tra il freddo e il caldo. Per complimentarsi con un piatto, si dice che "aiuta a far passare il riso". Un aspetto che caratterizza la cucina tradizionale cinese è l'assenza di latticini a causa dell'intolleranza al lattosio diffusa in numerosi paesi asiatici.
I piatti talvolta sono scelti a fini terapeutici, come ad esempio i nidi di rondine o le pinne di pescecane, che sono ingredienti naturalmente insipidi. Si prende in considerazione la nozione, derivata dalla medicina tradizionale, di complementarità dei corpi caldi e freddi, particolarmente nel Sud della Cina.

### Festività
Per i cinesi più poveri, un pasto si riassume in un piatto di pasta o di riso, accompagnato da qualche verdura o boccone di carne. In occasione delle feste o quando si ricevono ospiti, ognuno si sforza nei limiti dei propri mezzi di fare sfoggio di abbondanza. Il cibo è una questione d'onore, e senza dubbio il primo segno di appartenenza sociale. La passione originale dei cinesi per la loro cucina è stata senza dubbio rafforzata dai periodi di privazione che hanno punteggiato il periodo del Grande Balzo in Avanti ideato da Mao Zedong, e il miglioramento del livello di vita ha restituito il loro pieno potenziale agli stili di cucina delle diverse regioni del Paese.
Come in tutte le culture, alle feste e alle occasioni speciali sono associati cibi particolari. Eccone alcuni esempi: 
- La torta di Capodanno (nian gao) a base di farina di riso glutinoso, profumato ai fagioli rossi o al longan; è cotta al vapore, poi tagliata in fette che vengono fritte.
- Il pasticcio imperiale e l'involtino primavera (chun juan) sono piccole crespelle a base di farina di grano o di riso contenenti verdure o carne tagliate a lamelle. Si tratta in origine di un picnic che ci si porta dietro al cimitero in occasione della Festa di Qingming.
- Gli zongzi, foglie di bambù farcite (riso glutinoso, maiale, arachidi, tuorlo di uovo d'anatra salato), accompagnano la Festa delle barche drago.
- La torta lunare (yuebing) si consumano all'epoca della Festa di mezzo autunno, che ha luogo più spesso a settembre in occasione della luna piena.
- La pasta di lunga vita (changshou mian), molto sottile e molto lunga, è consumata da coloro che festeggiano il proprio compleanno per assicurarsi la longevità; è dunque importante non romperla durante la cottura.

### Bibliografiche
1. ↑  Zhao e Wang 2015, pp. 8-9.
2. 1 2  Zhao e Wang 2015, p. 8.
3. 1 2  Liu 2011, p. 9.
4. ↑  Conosciuto in Cina come 长江T, 長江S, Cháng JiāngP
5. 1 2 3 4  Newman 2004,  p. 5.
6. ↑  Liu 2011, pp. 9-10.
7. ↑  Liu 2011, p. 10.
8. ↑  Newman 2004,  p. 11.
9. ↑  Simoons 2014, p. 15.
10. ↑  Hom, Steiman e Kee 1984, p. 192.
11. ↑   Component and simulation of the 4,000-year-old noodles excavated from the archaeological site of Lajia in Qinghai, China, su link.springer.com. URL consultato il 24 luglio 2018.
12. ↑   CAN NOODLES BE MADE FROM MILLET? AN EXPERIMENTAL INVESTIGATION OF NOODLE MANUFACTURE TOGETHER WITH STARCH GRAIN ANALYSES, su onlinelibrary.wiley.com. URL consultato il 24 luglio 2018.
13. ↑  Pesca, prugna, albicocca, castagna e giuggiola
14. ↑  Malva, verdura verde, scalogno, cipolla, porro
15. ↑  Liu 2011, pp. 10-11.
16. 1 2 3  Liu 2011, p. 17.
17. ↑  Newman 2004,  p. 4.
18. ↑  Vedi anche il giapponese umeboshi
19. ↑  Liu 2011, p. 16.
20. ↑  Liu 2011.
21. ↑  Newman 2004, p. 36.
22. 1 2 3  Newman 2004, p. 37.
23. 1 2 3 4  Simoons 2014, p. 84.
24. ↑  Newman 2004, pp. 36-37.
25. ↑  Simoons 2014, p. 85.
26. ↑  J. Li & Y. Hsieh. Traditional Chinese Food Technology and Cuisine. Asia Pacific Journal of Clinical Nutrition. 2004;13(2): 147–155.
27. ↑  (EN) Jonathan H. X. Lee, Chinese Americans: The History and Culture of a People: The History and Culture of a People, ABC-CLIO, 2015,  p. 317.
28. ↑  (EN) Chou doufu: the origins of stinky tofu, in Global Times. URL consultato il 17 dicembre 2019 (archiviato dall'url originale il 30 aprile 2010).
29. ↑  (ZH) 臭豆腐秘密基地 直擊製作過程!, su news.cts.com.tw, CTS, 8 ottobre 2009. URL consultato il 17 dicembre 2019.
30. ↑   Wandering Chopsticks, Wandering Chopsticks: Vietnamese Food, Recipes, and More: Chao/Doufu Ru (Fermented Bean Curd), su Wandering Chopsticks, 19 aprile 2008. URL consultato il 9 marzo 2022.
31. 1 2   Fermented bean-curd - Everything2.com, su everything2.com. URL consultato il 9 marzo 2022.
32. 1 2 3 4 5 6  Newman 2004, p. 38.
33. 1 2  Liu 2011, p. 12.
34. ↑   DOI:10.1016/j.foodres.2007.11.007,  https://oadoi.org/10.1016/j.foodres.2007.11.007.
35. 1 2 3   Asian Noodle Technology (PDF), su secure.aibonline.org. URL consultato il 16 luglio 2018 (archiviato dall'url originale il 25 luglio 2018).
36. ↑  Vedi anche il filindeu
37. ↑  (EN) Kenneth Law, Lee Cheng Meng, Food in China = Delicate Flavord of Cantonese Cooking, in Authentic Recipes from China, Tuttle Publishing, 2012, ISBN 978-1-4629-0534-8.
38. ↑  Ang, Liu e Huang 1999,  pp. 72-73.
39. ↑  Ang, Liu e Huang 1999,  pp. 92-94.
40. ↑  (EN) Xianmin Diao, Production and genetic improvement of minor cereals in China, in The Crop Journal, vol. 5, n. 2, 1º aprile 2017,  pp. 103-114, DOI:10.1016/j.cj.2016.06.004. URL consultato il 9 marzo 2022.
41. 1 2  Newman 2004, p. 39.
42. ↑  (EN) Why Corn–Not Rice–Is King in China, su nationalgeographic.com.
43. ↑  (EN) How to use cornstarch in chinese cuisine, su thewoksoflife.com.
44. ↑   Carlo Spinelli, Bistecche di formica e altre storie gastronomiche, Baldini & Castoldi, 2015, ISBN 9788868657277. URL consultato il 3 marzo 2023.
45. ↑   AA.VV., Insalata di alghe e cetrioli, in Guida alla cucina Cinese - 300 ricette della cucina più famosa del mondo spiegate passo passo, Mondo Guide, 2018, ISBN 9798687476676. URL consultato il 3 marzo 2023.
46. ↑  (EN) Deciduous fruit production in China, su fao.org.
47. ↑  (EN) A Visual Guide to Chinese Fruits, su welcometochina.com.au.
48. 1 2 3 4  Liu 2011, p. 66.
49. 1 2 3 4 5 6 7 8  Newman 2004, p. 33.
50. 1 2  Liu 2011, p. 70.
51. ↑  Liu 2011, p. 67.
52. 1 2 3 4  Liu 2011, p. 68.
53. ↑  Liu 2011, p. 69.
54. ↑  Liu 2011, p. 73.
55. 1 2  (EN) Cooking Methods, Techniques and Utensils, su chinaeducationaltours.com.
56. ↑  Kaifeng, Capital and Culinary Archiviato il 14 ottobre 2018 in Internet Archive., Flavor and Fortune